# Muttersholtz
Muttersholtz (alsacià Mieterschulz) és un municipi francès situat al departament del Baix Rin i a la regió del Gran Est.
Forma part del cantó de Sélestat, del districte de Sélestat-Erstein i de la Comunitat de comunes de Sélestat.

## Demografia
| 1962  | 1968  | 1975  | 1982  | 1990  | 1999  |
| ----- | ----- | ----- | ----- | ----- | ----- |
| 1.383 | 1.450 | 1.559 | 1.629 | 1.651 | 1.719 |

## Administració
| Període   | Identitat       | Partit |
| --------- | --------------- | ------ |
| 2001-2008 | François Basch  |        |
| 2008-     | Patrick Barbier |        |

## Personatges il·lustres
- Henri Welschinger (1846-1919), historiador.
- Jean-Paul de Dadelsen (1913-1957), poeta.